# Public Interest Registry
Die Public Interest Registry (kurz PIR) ist das für die generische Top-Level-Domain (gTLD) .org zuständige Network Information Center (NIC). Sie wurde 2002 als gemeinnützige Organisation gegründet, ihr Hauptsitz befindet sich in Reston (Virginia). PIR gilt als Vorreiter bei der Einführung von DNSSEC.

## Geschichte
Ursprünglich wurde die Top-Level-Domain .org durch VeriSign verwaltet. Im Zuge der Liberalisierung des Marktes beschloss die ICANN im Oktober 2002, die Verwaltung der gTLD an die Internet Society (ISOC) abzugeben. Damit sollte primär verhindert werden, dass VeriSign ein Monopol auf die wichtigsten Domains erreichen könnte. Für den operativen Betrieb von .org gründete die ISOC die Public Interest Registry in Form eines nicht gewinnorientierten Unternehmens.
Mit Wirkung zum 1. Januar 2003 wurde .org schließlich von VeriSign an PIR übergeben. Für den technischen Betrieb der Top-Level-Domain zeichnet wiederum Afilias verantwortlich, das .org im Rahmen seiner Sparte Global Registry Services betreut.
Die Zahl der angemeldeten .org-Domains stieg bis Juli 2012 auf mehr als 10 Millionen. PIR gehörte damit neben VeriSign (.com und .net) und DENIC (.de) zu den drei größten Vergabestellen weltweit.
Im Jahr 2013 wurde bekannt, dass sich PIR im Rahmen des Programms zur Einführung neuer Top-Level-Domains um .ngo und .ong beworben hat. Diese sollen den Namensraum von .org ergänzen und insbesondere der Beliebtheit der Endung bei Nichtregierungsorganisationen (NGOs) Rechnung tragen. Im Februar 2013 begann PIR damit, erste Vormerkungen für die beiden Top-Level-Domains zu akzeptieren.
Im November 2019 beantragte die ISOC, PIR an die Private-Equity-Gesellschaft „Ethos Capital“ zu verkaufen. Da bereits zuvor die Preisdeckelung für die .org TLD aufgehoben worden war, wurde von vielen Seiten Bedenken geäußert, die Nutzungsgebühren könnten erheblich steigen. Außerdem wurde bezweifelt, dass eine gewinnorientierte Gesellschaft sich ähnlich gut vor politischen Einfluss schützen kann. Im April 2020 blockierte die ICANN die Übergabe der Organisation.
Seit 2023 verwaltet PIR auch die TLDs .charity, .foundation, .gives und .giving. Zuvor waren die Domains jeweils im Besitz von Donuts, beziehungsweise der Giving Ltd. Die Nutzung der .charity TLD ist ausschließlich für nicht profitorientierte Organisationen vorgesehen.